# Juanlu Sánchez
Juanlu Sánchez, właśc. Juan Luis Sánchez Velasco (ur. 15 sierpnia 2003 w Sewilli) – hiszpański piłkarz, występujący na pozycji prawego obrońcy, prawego pomocnika lub prawego napastnika w hiszpańskim klubie Sevilla FC. Młodzieżowy reprezentant Hiszpanii. Złoty medalista Letnich Igrzysk Olimpijskich 2024 w Paryżu.

## Osiągnięcia

### Reprezentacja
- Mistrz olimpijski: 2024